# Papiro de Berlín 6619

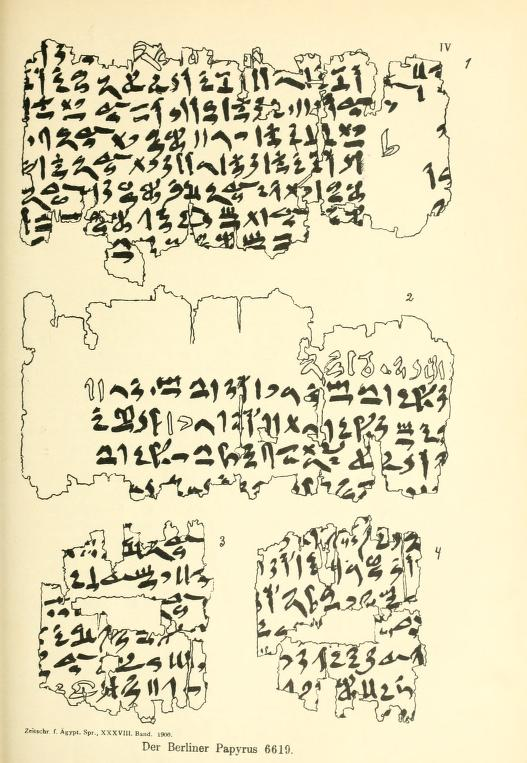
Papiro de Berlín 6619, reproducido en 1900 por Schack-Schackenburg

El Papiro de Berlín 6619, también simplemente conocido como Papiro de Berlín cuando el contexto deja clara la referencia, es una de las fuentes principales sobre la matemática egipcia. Uno de los dos problemas matemáticos que contiene el papiro puede sugerir que los antiguos egipcios conocían el teorema de Pitágoras.

## Descripción, datación y procedencia
El Papiro de Berlín 6619 es un documento de papiro procedente del antiguo Egipto, datado en la segunda mitad del Imperio Medio, posiblemente de la Dinastía 12.ª (c. 1990-1800 a. C.) o de la Dinastía 13.ª (c. 1800-1649 a. C.). Los dos fragmentos legibles fueron publicados por Hans Schack-Schackenburg en 1900 y 1902.

## Conexión con el teorema de Pitágoras
El Papiro de Berlín contiene dos problemas, el primero enunciado como "el área de un cuadrado de 100 es igual a la de dos cuadrados más pequeños. El lado de uno es ½ + ¼ del lado del otro". La pregunta puede sugerir algún conocimiento del teorema de Pitágoras, aunque el papiro solo muestra una solución sencilla a una única ecuación de segundo grado con una incógnita. En términos modernos, el sistema de ecuaciones x2 + y2 = 100 y x = (3/4)y se reduce a una única ecuación en y: ((3/4)y)2 + y2 = 100, dando la solución y = 8 y x = 6 .